# ボーディシア (駆逐艦)
|          |                                                       |
| 艦歴     |                                                       |
| 発注     |                                                       |
| 起工     | 1929年7月11日                                         |
| 進水     | 1930年9月23日                                         |
| 就役     | 1931年4月7日                                          |
| 退役     |                                                       |
| その後   | 1944年6月13日に戦没                                   |
| 除籍     |                                                       |
| 性能諸元 |                                                       |
| 排水量   | 1,360トン                                             |
| 全長     | 98.5 m (323 ft)                                       |
| 全幅     | 9.83 m (32.3 ft)                                      |
| 吃水     | 3.73 m (12.2 ft)                                      |
| 機関     |                                                       |
| 最大速   | 35.25ノット (65 km/h)                                 |
| 乗員     | 138名                                                 |
| 兵装     | 4.7インチ砲4門 2ポンド対空砲2門 21インチ魚雷発射管8門 |

ボーディシア (HMS Boadicea, H65) はイギリス海軍の駆逐艦。B級。
艦名は古代ブリテンの女王ブーディカに由来する。

## 艦歴
ホーソン・レスリー社で建造。1929年7月11日起工。1930年9月23日進水。1931年4月7日竣工。
1940年6月、「ボーディシア」はル・アーヴルからの第51ハイランド師団の撤退を支援した。その最中に「ボーディシア」は大きな損害を受け、修理のためポーツマスに引き返した。1942年と1943年は「ボーディシア」はソ連へ向かう船団の護衛やトーチ作戦（北アフリカ侵攻）の支援に従事した。トーチ作戦では1942年11月8日にオラン沖でフランス駆逐艦「トルナード」からの攻撃により損傷した。
1944年6月13日、ノルマンディー上陸作戦を支援してミルフォード・ヘイブンからの船団を護衛中に「ボーディシア」はドイツ軍のJu 88から投下されたHs 293が命中して沈没した。
「ボーディシア」はポートランド南西沖北緯50度28分12秒、西経2度29分30秒の場所の深さ53メートルの海底に沈んでいる。